# Qajar

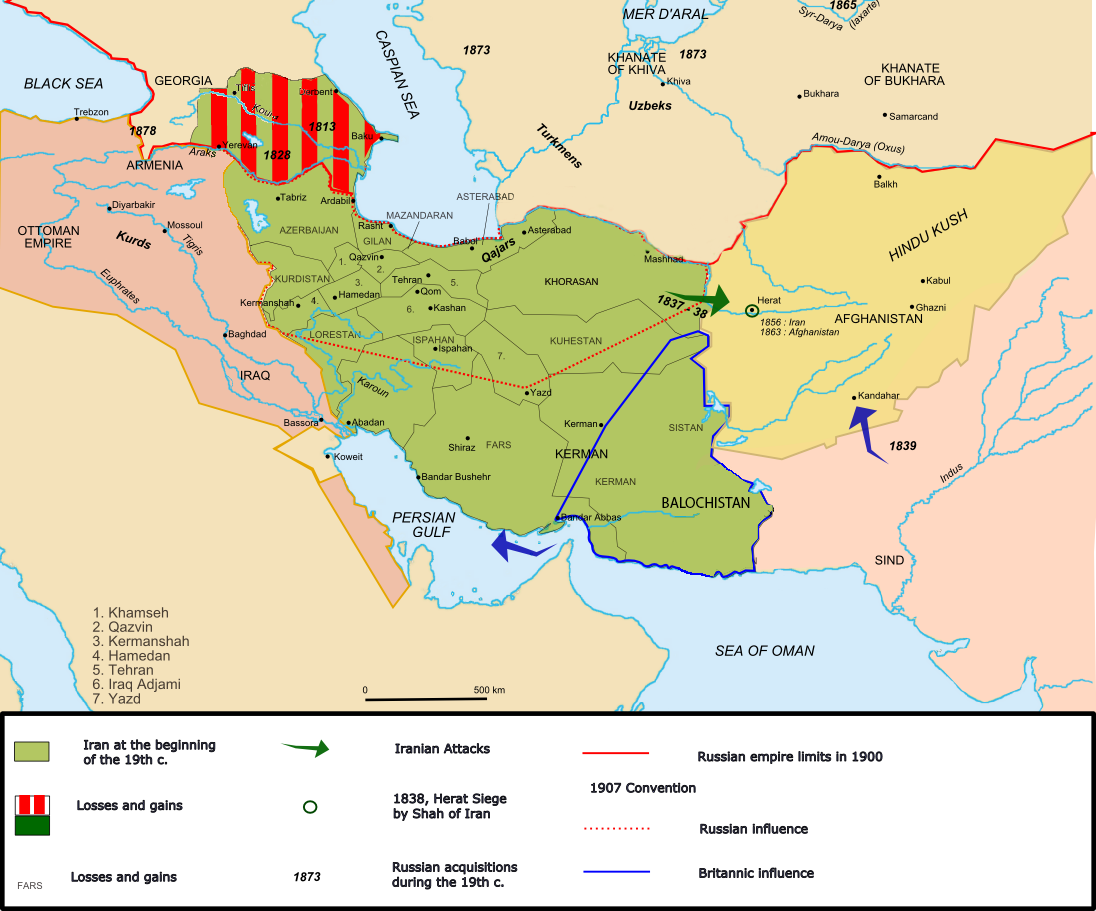
Karta över Persien vid tiden för Qajardynastin

Qajardynastin var en persisk kungaätt av turkmeniskt påbrå.
Strax efter Zanddynastins fall 1779 enade Agha Mohammad Khan ett splittrat Persien. Han blev grundaren till Qajardynastin och blev shah (kejsare och konung) år 1796. Han mördades tre år senare och efterföljdes av Fath-Ali Shah Qajar. Under Nasir al-din Shahs styre började europeiska influenser få fäste i Persien och man genomförde stora reformer, bland annat i utbildningssystemet.

## Konstitutionen
Den viktigaste händelsen var den Konstitutionella revolutionen 1907. Det innebar att folket och de intellektuella krävde en konstitutionell demokrati. Den styrande despoten Muzaffar al-din Shah Qajar gav snart efter och besegrades av konstitutionalisterna. Konstitutionalisterna förespråkade rättsstyre, folkstyre, fri press, frihet för politiska partier, modernitet och separering av religion och politik.
Konstitutionen innebar:
- En konstitution som var inspirerad av den belgiska, som i sin tur följde det engelska Westminstersystemet.
- En oberoende rättsinstans (edâlatxâné)
- Ett parlament valt av folket (majles)
- Kraftigt reducerade maktbefogenheter för kungen
- Exekutiv (regerande) makt till en av parlamentet vald premiärminister
- Man gjorde också tillägg 1907 för fri press och rätt till politiska partier, med vissa undantag.

I praktiken kom dock konstitutionen inte att tillämpas. 
Kort därefter, 1907 till 1911, utkämpades ett krig mellan efterföljaren Mohamad Ali Shah som hade starkt stöd av Tsarryssland och Storbritannien på ena sidan och konstitutionalisterna på den andra, vilket de sistnämnda förlorade.
Ahmad Shah Mirza föddes i Tabriz 1897 och kröntes vid 11 års ålder. Han visade sig vara en livsnjutare, svag och inkompetent som ledare. Det underlättade ockupationen av landet under första världskriget (1914–1918) av britterna och ryssarna. Persien förlorade territorium i Kaukasien (bland annat Georgien) och Centralasien. Genom en statskupp i februari 1921 blev Reza Shah den dominerande makthavaren i dåvarande Persien. Den sista Qajarkungen, Ahmad Shah, blev avsatt 1925 och hela hans släkt blev tvungna att lämna makten till Pahlaviätten och emigrerade till Europa och Amerika.

## Qajarhärskarna

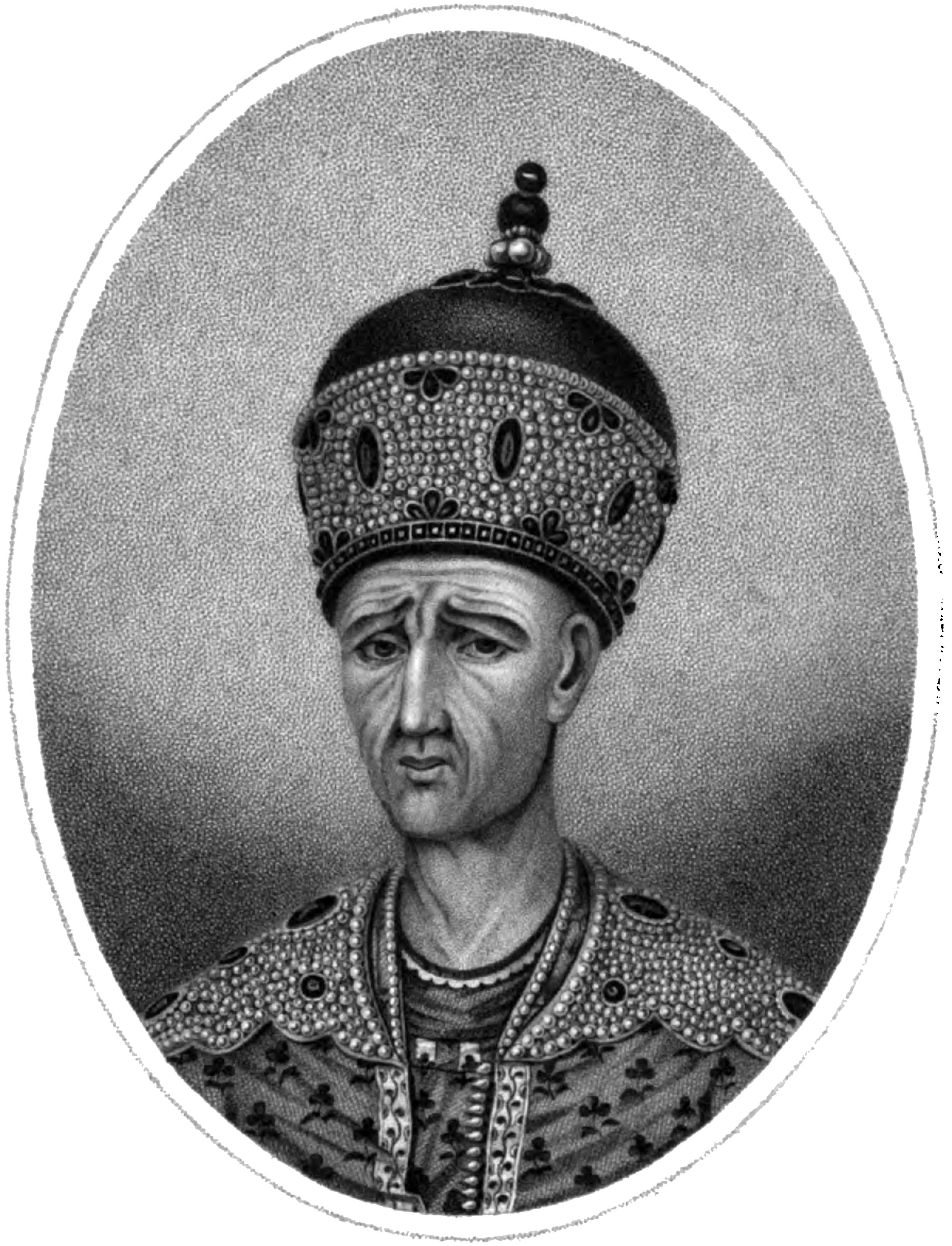
Dynastins grundare och förste shah.

- Agha Mohamad Khan (1794–1797)
- Fath-Ali Shah Qajar (1797–1834)
- Mohamad Shah (1834–1848)
- Nassredin Shah (1848–1896)
- Mozaffaredin Shah (1896–1907)
- Mohamad Ali Shah (1907–1909)
- Ahmad Shah Mirza (1909–1925)

## Konsten

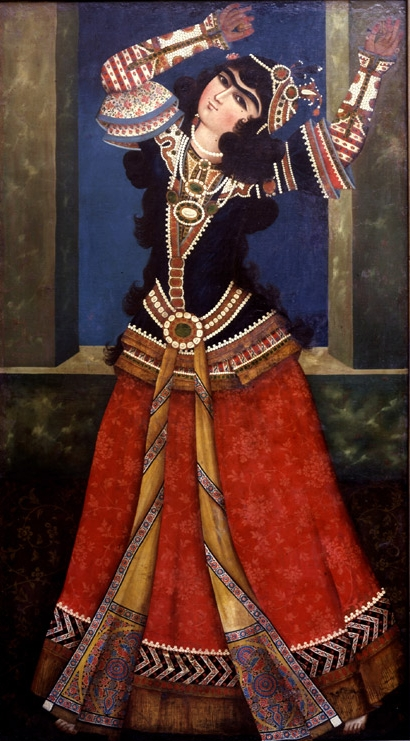
Typisk oljemålning av dansande prinsessa.

Under denna tid blomstrade konsten som kännetecknas av dansande kurtisaner i vackra klänningar med de typiska Qajardragen med markerade ögon och ögonbryn och fallande mörkt långt hår. Det mest häpnadsväckande är att Qajardynastins muslimska restriktioner, gällande klädsel och porträtteringen, inte verkade ha påverkat konsten. Kvinnorna var ibland väldigt lättklädda eller till och med nakna på vissa oljemålningar.